# Siros (Francja)
Siros – miejscowość i gmina we Francji, w regionie Nowa Akwitania, w departamencie Pireneje Atlantyckie.
Według danych na rok 1990 gminę zamieszkiwały 462 osoby, a gęstość zaludnienia wynosiła 209 osób/km² (wśród 2290 gmin Akwitanii Siros plasuje się na 740. miejscu pod względem liczby ludności, natomiast pod względem powierzchni na miejscu 1562.).